# دينا شريف
دينا شريف رائدة أعمال مصرية مهتمه بالتنمية المستدامة وناشطة بمنظمات المجتمع المدنى تم اختيارها من ضمن عشرة اشخاص ليكونوا رواد أهداف التنمية المستدامة للاتفاق العالمي لعام 2016

## دراستها
درست دينا العلوم السياسية والعلاقات الدولية بالجامعة الأمريكية بالقاهرة.ثم حصلت على درجة الماجستير في مجال التنمية من ذات الجامعة

تعمل دينا شريف حالياً على الحصول على درجة الدكتوراه في مجال دراسات العطاء الاجتماعى من جامعة بيردو بإنديانا.

## حياتها العملية
عملت دينا مع عدة منظمات مهتمه بالمجتمع المدنى والتنمية المستدامة مثل منظمة نوعية البيئة الدولية.كما كانت عضو مجلس إدارة منظمات (تواصل _علشانك يابلدى_سولويا)
تعد دينا رئيسة ومؤسسة شركة Ahead of the Curve والتي تقدم خدمات في الإدارة المستدامة والتدريب الخاص بالسوق وريادة الأعمال.
- تخدم حاليا كمستشار للرئيس المصري في التنمية الاقتصادية
- أستاذ مشارك للتدريب ف الجامعة الأمريكية بالقاهرة
- مدير مركز ريادة الأعمال بالجامعة الأمريكية
- المسؤولة عن المنح الخاصة بمؤسسة Willard Brown Chair للأعمال الدولية بالجامعة
- عضو مجلس إدارة في كل من مؤسسة رواد
- عضو مجلس إدارة في مؤسسة EducateMe
- كانت رئيس مجلس الإدارة لملتقى المنظمات العربية

 
أستاذ الإدارة المساعد وأستاذ كرسي ويلارد براون لقيادة الأعمال الدولية Willard W. Brown Endowed Chair of International Business Leadership بكلية إدارة الأعمال بالجامعة.

## مؤلفاتها
كتاب من الإحسان للتغيير الاجتماعى: اتجاهات في العمل الخيري العربي
تقرير حلول الأعمال لبرنامج الأمم المتحدة الانمائي عام 2016
تقرير عن دراسة اتجاهات ممارسة العمال التجارية في 7 بلدان عربية 

## جوائز
من أفضل 100 شخصية في الفكر الاستنمائي على الممارسات التجارية المسؤلة في أوروبا والشرق الأوسط
زميل ايزنهاور من خلال مشاركتها في 2015 برنامج القيادات النسائية